# Raškovci
Raškovci (en serbe cyrillique : Рашковци) est un village de Bosnie-Herzégovine. Il est situé dans la municipalité de Stanari et dans la république serbe de Bosnie. Selon les premiers résultats du recensement bosnien de 2013, il compte 500 habitants.
Jusqu'à la création de la municipalité de Stanari en 2014, le village était rattaché au territoire de la ville de Doboj, situé lui aussi dans la république serbe de Bosnie.

## Démographie

### Évolution historique de la population dans la localité
| 1948 | 1953 | 1961 | 1971 | 1981 | 1991 | 2013 |
| ---- | ---- | ---- | ---- | ---- | ---- | ---- |
| -    | -    | 700  | 694  | 714  | 666  | 500  |

|  |